# Flaga Wrocławia

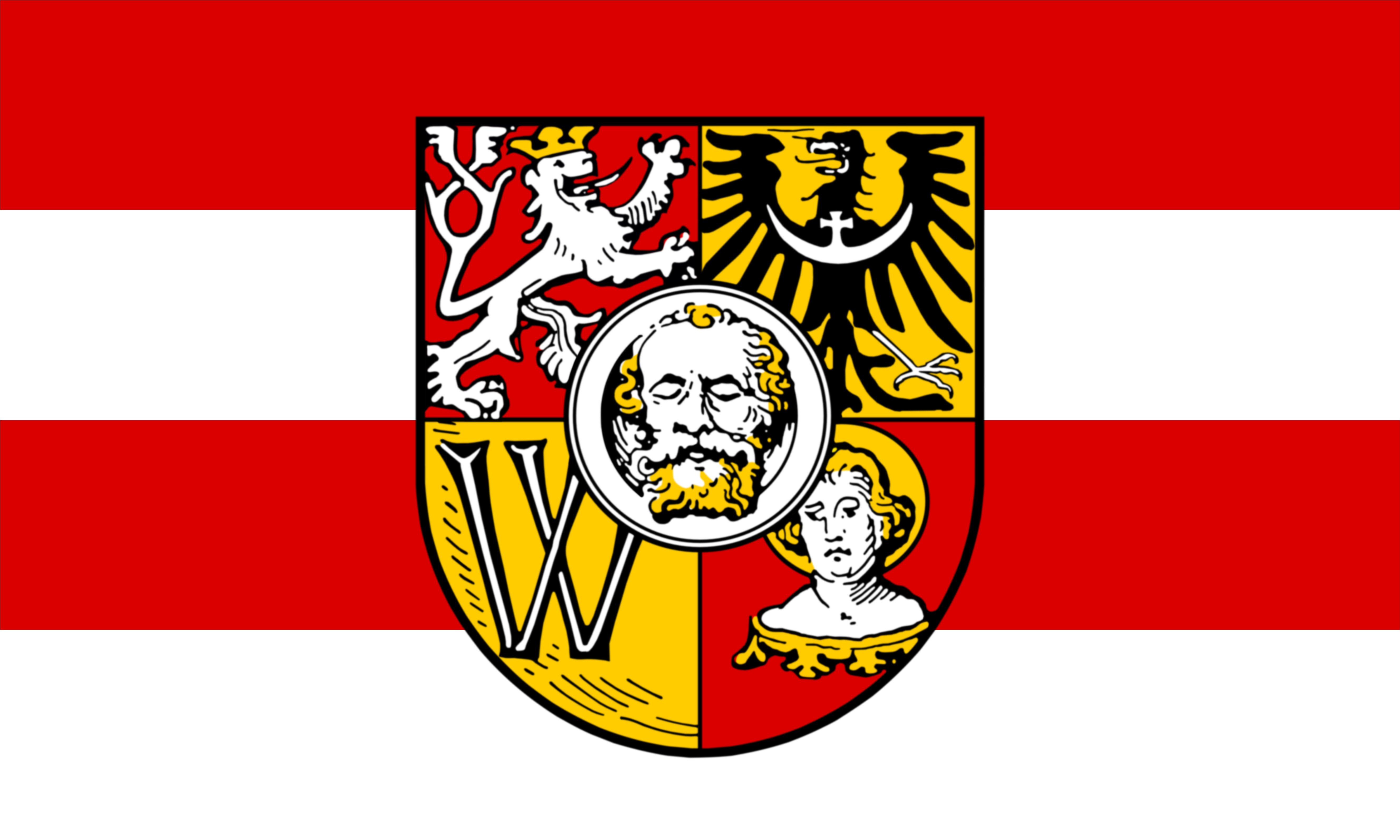
Flaga Wrocławia (do 1938)

Flaga Wrocławia – jeden z symboli miejskich Wrocławia.

## Symbolika
Do 1938 barwami Wrocławia były kolory czerwony i biały umieszczone na fladze w formie poziomych pasów – czterech (2 czerwone + 2 białe) lub pięciu (3 czerwone + 2 białe). Widnieją one w klejnocie wielkiego herbu miasta.
Przed 1938 używana także była flaga miejska z herbem.
Od 2017 jako barwy herbowe Wrocławia funkcjonują kolory czerwony i żółty. Na sztandarach pionowych pas czerwony znajduje się z lewej strony, pas żółty z prawej. W przypadku sztandarów poziomych górną połowę stanowi pas czerwony, a dolną pas żółty, a proporcje wysokości do szerokości flagi wynoszą 5:8. Dopuszczalne jest umieszczanie herbu miasta na tle flagi.